# Округ Филаделфија (Пенсилванија)
Округ Филаделфија (енгл. Philadelphia County) је округ у америчкој савезној држави Пенсилванија.

## Демографија
По попису из 2010. године број становника је 1.526.006, што је 8.456 (0,6%) становника више него 2000. године.
| Група             | 2000.           | 2010.           |
| Белци             | 644.395 (42,5%) | 562.585 (36,9%) |
| Афроамериканци    | 655.824 (43,2%) | 661.839 (43,4%) |
| Азијати           | 67.654 (4,5%)   | 96.405 (6,3%)   |
| Хиспаноамериканци | 128.928 (8,5%)  | 187.611 (12,3%) |
| Укупно            | 1.517.550       | 1.526.006       |